# Cäcilie Arand
Cäcilie Arand, geb. Schuhmacher (* 2. Februar 1838 in Winterstettenstadt bei Biberach an der Riß; † 25. Februar 1908 in Waldsee, Württemberg) war eine deutsche Schriftstellerin.

## Leben
Cäcilie Schuhmacher wurde als Tochter eines Landwirts und Eisenhändlers geboren. Sie wuchs in Oberschwaben auf und ging später nach Lausanne, um die französische Sprache zu erlernen. 1864 heiratete sie den Arzt Hermann Ferdinand Arand in Waldsee. Erst recht spät fing sie an, schriftstellerisch zu arbeiten. Ihr Werk besteht hauptsächlich aus Erzählungen für die Jugend, die oft religiöse Themen behandeln. Sie wurden vor allem in katholisch geprägten Zeitschriften veröffentlicht. Größere Verbreitung fand ihr Erzählungsband Immergrün.

## Werk
- Immergrün. Erzählungen für Mädchen von 12 bis 16 Jahren, Ravensburg 1896, 3. Auflage Graz 1914

Zahlreiche Erzählungen in der Reihe Nimm und lies!, Eberle & Rickenbach, Einsiedeln 1893ff., darunter: 
- Das Kloster Mariazell
- Der Mohrenphilipp
- Der silberne Rosenkranz
- Ein Maienkind. Am Scheidewege
- Kindergeschichten für unsere Knaben und Mädchen erzählt
- Klaras Testament
- Mariannes Lebenslauf
- Serie II, Bd. 13: Treulos!
- Serie II, Bd. 19/20: Im Schutzmantel Marias
- Serie II, Bd. 23: Die Frau Hofwäscherin. Im Banne der allerseligsten Jungfrau
- Serie II, Bd. 35: Setze deine Hoffnung allein auf Gott den Herrn
- Serie II, Bd. 47: Zwei Schwestern. Maria saß alleine / Unschuldig
- Serie II, Bd. 48: Füge Dich! Die Zwillingsbrüder, oder: Die armen Seelen sind dankbar
- Serie II, Bd. 52: Die Visitation. Der Engel des Herrn brachte Maria die Botschaft
- Serie II, Bd. 58: Erzwungen
- Serie II, Bd. 73: Ecce Homo
- Serie II, Bd. 83: Der Himmel auf dieser Erde. Im Hafen gelandet / O Heiland, reiss den Himmel auf / Die Macht des Gebetsapostolates
- Serie II, Bd. 84: Das Opfer eines Lebens
- Serie II, Bd. 85: Beispiel bricht Balken / Sein sichtbarer Engel
- Serie II, Bd. 86: Verkehrte Erziehung, S. 17–30
- Serie II, Bd. 87: Doktor Kamors
- Serie II, Bd. 88: Alle Schuld rächt sich
- Serie II, Bd. 91/92: Im Banne der Muttergottes, S. 89–128
- Serie II, Bd. 96/97: In der Schlenkermühle. Standhaftigkeit im Glauben
- Serie II, Bd. 99: Verschiedene Wege / Ein Opfer schwesterlicher Liebe
- Serie II, Bd. 124: Josephas Erlebnisse
- Serie II, Bd. 125/126: Eisblumen. Für Volk und reifere Jugend, Erzählungen
- Serie II, Bd. 138: Allerseelenbilder
- Serie II, Bd. 139: Im Namen Jesu!